# Пещера Мачай (стоянка)
Пещера Мачай (узб. Machay gʻori) — пещера на высоте 70 м (по другим данным — 37 м) над уровнем реки Мачайдарья (Байсунский район Сурхандарьинской области Республики Узбекистан), на правом её берегу, между селениями Юкори-Мачай и Паст, в 4 км к северу от пещеры Тешик-Таш. Стоянка первобытного человека, относящаяся, по разным оценкам, к эпохе мезолита или неолита.

## История открытия
Стоянка Мачай впервые обследована в 1931—1934 годах Г. В. Парфёновым. В культурных напластованиях Мачая были обнаружены костные остатки, принадлежащие диким и домашним животным, многочисленные каменные и костяные изделия.
В 1937 и 1955 г. пещеру исследовал М. Э. Воронец, в 1945 г. — А. П. Окладников, выделившие в ней два культурных слоя, относящихся к эпохе среднего палеолита и мезолита.[1]
В 1970—1971 гг. раскопки в пещере проводились Сурхандарьинским палеолитическим отрядом Института археологии АН Узбекистана под руководством Уткура Исламовича Исламова (1932—2013), который пересмотрел возраст обнаруженных слоёв, признав их одновременными, и датировал весь культурный слой в ней эпохой мезолита — примерно VIII тыс. до н. э.[2]
Однако, по мнению Галины Фёдоровны Коробковой (1933—2007), возраст стоянки был несколько удревнён и нуждается в уточнении.

## Культурные слои и находки
При раскопках пещеры Мачай выявлено три культурных слоя, разделённых прослойками щебня и глыбами доломита. Первый (верхний) слой — слегка гумусированный рыхлый суглинок с обильными частицами золы, толщиной 30 см, второй (средний) — толщиной 25 см был насыщен золой и угольками, третий (нижний) — толщиной 50 см состоял из песка с частицами золы и кусочками древесного угля. Общая глубина заложенного здесь шурфа — 3,1 м, из них 1,05 м приходится на культурный слой.
В центре раскопа под большим камнем были обнаружены два фрагментированных черепа человека на расстоянии 35 см один от другого.
Многочисленный каменный инвентарь, найденный в пещере, представлен изделиями из чёрного и серого кремня, доломита, гальки, изготовленных при помощи отжимной техники: ножевидные пластины, концевые скребки, скребки, проколки, отбойники, топоры и т. д. Найдены также чопперы — массивные гальки, обработанные с одного конца. Изредка встречаются изделия из кости — шилья, лощило, нож и подвеска, а также кости диких и домашних животных.[3]

## Основные занятия обитателей пещеры
Согласно У. И. Исламову, основным занятием обитателей Мачайской пещеры были охота и сбор плодов дикорастущих деревьев и растений. Генезис мачайского комплекса следует искать в мезолитической обиширской культуре; найденные здесь кости одомашненных животных свидетельствуют о том, что начало процесса доместикации животных на этой территории, возможно, относится уже к эпохе мезолита.[4]
Г. Ф. Коробкова оценивает хозяйство обитателей пещеры как комплексное скотоводческо-охотничье-собирательского типа. В нём большую роль играли скотоводство (находки костей овец и коз) и охота на джейрана, кабана и других животных, включая волка.[5]

## Вопрос культурно-исторической интерпретации
Анализируя наиболее сохранившиеся костяные изделия — шилья, лощило, оправу, нож и костяную подвеску — Г. Ф. Коробкова приходит к неоднозначным выводам в вопросе культурной идентификации комплекса Мачай. Представляется, что наличие большого количества микропластин и средних пластин как основных заготовок и отсутствие геометрических микролитов, а также присутствие галечного элемента и своеобразная коллекция костяных изделий сближают материалы Мачая с галечными культурами эпохи неолита. На неолитический возраст стоянки указывает и состав фаунистических остатков, среди которых обнаружены кости домашней коровы.[6]
Таким образом, вопрос о датировке и культурно-исторической интерпретации комплекса пещеры Мачай остаётся открытым.